# Mar presencial de Chile

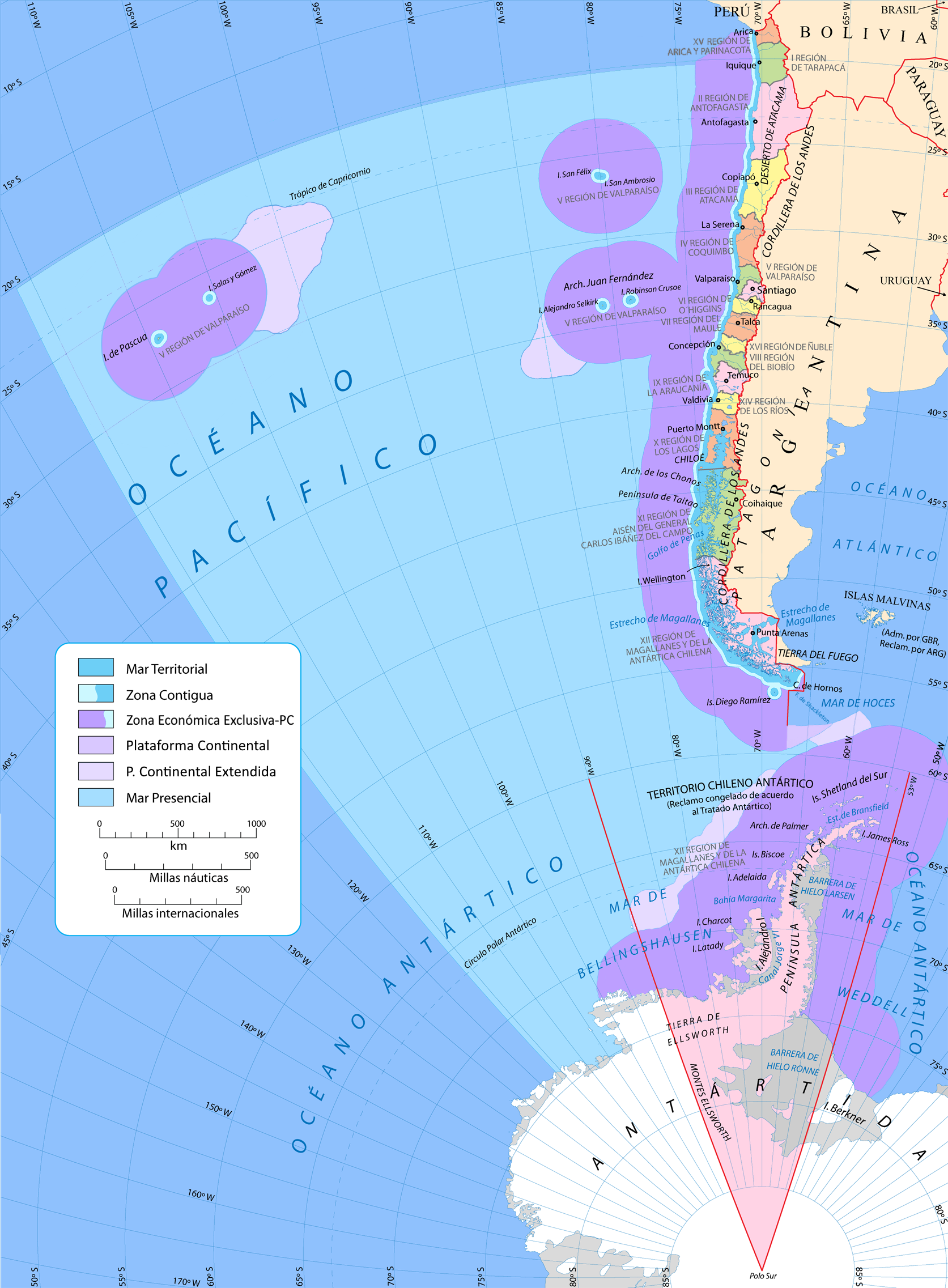
Mar Presencial de Chile (parte de la porción en el sector sudoeste del océano Atlántico no tiene soberanía chilena ya que se encuentra bajo reclamo argentino).
Zona Económica Exclusiva (el sector reivindicado sobre el océano Antártico está sujeto a las disposiciones del Tratado Antártico.).
Plataforma Continental.
Límite Exterior Plataforma Continental.

El mar presencial de Chile es una zona de alta mar del sector sudeste del océano Pacífico sur y partes del Atlántico Sur  y Antártico en donde el estado chileno adquiere obligaciones por acuerdos internacionales o por propia motivación, pues en esa región marítima se realizan actividades que son de interés para Chile, por ej. la pesca, investigaciones científicas y tráfico marítimo. La ley N° 19080, publicada en septiembre de 1991, lo define como "aquella parte de la alta mar, existente para la comunidad internacional entre el límite de nuestra zona económica exclusiva continental y el meridiano que, pasando por el borde occidental de la plataforma continental de la Isla de Pascua, se prolonga desde el paralelo del hito N° 1 de la línea fronteriza internacional que separa Chile y Perú, hasta el Polo Sur". Tiene una superficie total de 17 751 361 km².
El mar presencial es un espacio marítimo en donde Chile no reclama soberanía ni ejerce actos soberanos diferentes a los que ejercen otros estados en él.
Se trata de una declaración unilateral de intereses de Chile sobre el alta mar circundante a su soberanía marítima, sin desconocer la situación jurídica que se le adjudica a los espacios marítimos que la integran, conforme al Derecho internacional. Respecto de ella, fundamentalmente se pretende participar en las actividades económicas que allí se realicen y estar presente en las actividades científicas de otros estados, en el marco de libertades de la alta mar, de acuerdo a la Convención sobre el Derecho del Mar. En cuanto a la conservación de las especies, Chile puede impedir la recalada en sus puertos de buques que realicen actividades de depredación en el mar presencial.
La «teoría del mar presencial» fue desarrollada en la década de 1990 por el entonces comandante en Jefe de la Armada de Chile, almirante Jorge Martínez Busch, y presentada en clase magistral el 4 de mayo de 1990, y ampliada en la del 2 de mayo de 1991. Esta teoría, que no está reconocida en la Convención sobre el Derecho del Mar de 1982, posteriormente se adaptó bajo un concepto más general, de mayor utilidad, y aplicable a los estados ribereños de todo el mundo, dando origen a la tesis del mar presencial o mar de resguardo patrimonial, en virtud de la cual varios países han declarado intereses presenciales, como el «Mar Presencial Regional de la CPPS» y el «Mar de Resguardo Patrimonial Argentino».
El «mar presencial chileno» no es reconocido por ningún otro Estado, sin embargo, se ha afirmado que la tesis del mar presencial habría ido adquiriendo reconocimiento internacional, mencionándose ejemplos de su aplicación en Argentina y Canadá. Con todo, se ha argumentado que el gobierno de Chile habría tenido que soslayar parcialmente dicha teoría en 2012, con la finalidad de dar fuerza a sus alegatos en el proceso seguido ante la Corte Internacional de Justicia, en el marco de la controversia de delimitación marítima entre Chile y Perú, pues sus agentes expresaron ante la Corte que dicho espacio corresponde a alta mar y que, por tanto, ésta podía determinar su estatus, y que la sentencia de la Corte podría constituir un revés a la aceptación de la tesis del mar presencial. Al respecto cabe señalar que en el fallo sobre la referida controversia la Corte otorgó al Perú un espacio de la zona en disputa que Chile consideraba como parte de su zona económica exclusiva y de su mar presencial.